# Võ Trần Chí
Võ Trần Chí (1927–2011) là một cựu chính khách Việt Nam. Ông từng giữ chức Ủy viên Bộ Chính trị Trung ương Đảng Cộng sản Việt Nam, Bí thư Tỉnh ủy Long An và Bí thư Thành ủy Thành phố Hồ Chí Minh.

## Quá trình công tác
Ông còn có tên khác là Võ Văn Tao, hoặc Hai Chí, sinh ngày 22 tháng 5 năm 1927, tại xã Hướng Thọ Phú, huyện Thủ Thừa (nay thuộc thành phố Tân An), tỉnh Long An.
Tháng 8 năm 1945, ông tham gia phong trào Việt Minh giành chính quyền ở xã và thị xã Tân An, làm Tổng Thư ký Ủy ban nhân dân xã. Sau khi quân Pháp tái chiếm Nam Bộ, ông tham gia tích cực trong chính quyền Việt Minh và được kết nạp vào Đảng Cộng sản Đông Dương tháng 9 năm 1946.
Từ năm 1947 đến năm 1949, ông là cán bộ Ban Chấp hành Thanh niên cứu quốc tỉnh Tân An; Ủy viên Ban Chấp hành, Tỉnh đoàn phó Thanh niên cứu quốc kiêm Trưởng ban chính trị tỉnh đội.
Từ năm 1951 đến năm 1954, ông là Ủy viên Thường vụ Huyện ủy Thủ Thừa, phụ trách dân vận (công khai là Chủ tịch Liên Việt huyện), Chính trị viên phó Huyện đội kiêm Bí thư chi bộ đại hội địa phương quận và Chính trị viên đại đội.
Sau Hiệp định Genève, 1954, ông không tập kết ra Bắc mà bí mật ở lại hoạt động, giữ chức là Phó Bí thư Huyện ủy rồi Bí thư Huyện ủy Thủ Thừa. Năm 1958,ông là Tỉnh ủy viên tỉnh Long An (Chợ Lớn và Tân An nhập lại), rồi Ủy viên Thường vụ Tỉnh ủy Long An. Năm 1964, ông được bầu làm Bí thư Tỉnh ủy Long An, có thời gian kiêm Chính trị viên Tỉnh đội.
Tháng 12 năm 1967, ông được cử làm Bí thư Phân khu ủy Phân khu II, một trong các trọng điểm chung quanh Sài Gòn – Gia Định dịp tết Mậu Thân. Đến tháng 8 năm 1970, sáp nhập Phân khu II và Phân khu III, ông làm Phó Bí thư Liên phân khu thống nhất.
Tháng 9 năm 1972, ông là Khu ủy viên Khu II (Khu 8 cũ), kiêm Phó Bí thư Tỉnh ủy Long An. Tháng 3 năm 1975, ông được Trung ương Cục miền Nam bổ sung vào Ban Binh vận R, tham gia chiến dịch giải phóng Sài Gòn.
Từ tháng 6 năm 1975, ông được phân công làm Thành ủy viên Thành ủy Thành phố Hồ Chí Minh, Bí thư Quận ủy quận 5. Trong thời gian này, ông cũng được cử đi học Trường Cao cấp Nguyễn Ái Quốc.
Tháng 10 năm 1980, ông được bầu vào Ban Thường vụ Thành ủy, Trưởng ban Tuyên huấn Thành ủy Thành phố Hồ Chí Minh. Đến tháng 8 năm 1982, ông được phân công làm Ủy viên Ban Thường vụ Thành ủy, Thường trực Thành ủy Thành phố Hồ Chí Minh.
Từ tháng 10 năm 1983 đến tháng 10 năm 1986, ông được phân công nhiệm vụ Ủy viên Ban Thường vụ Thành ủy, Thường trực Thành ủy Thành phố Hồ Chí Minh, giữ chức Trưởng Phân ban Thành ủy kiêm Trưởng ban Nông nghiệp Thành ủy.
Tháng 11 năm 1986, ông được bầu giữ chức Bí thư Thành ủy Thành phố Hồ Chí Minh thay cho 2 người tiền nhiệm là Nguyễn Văn Linh và Mai Chí Thọ ra nhận nhiệm vụ ở Trung ương. Tháng 12 năm 1986, tại Đại hội Đảng toàn quốc lần thứ VI, ông được bầu vào Ban Chấp hành Trung ương Đảng Cộng sản Việt Nam. Tháng 6 năm 1991, tại Đại hội Đảng toàn quốc lần thứ VII, ông được tái cử vào Ban Chấp hành Trung ương khóa VII và được bầu làm Ủy viên Bộ Chính trị Ban Chấp hành Trung ương Đảng Cộng sản Việt Nam.
Tháng 10 năm 1996, Võ Trần Chí từ giã chức vụ Bí thư Thành ủy Thành phố Hồ Chí Minh và nghỉ hưu theo chế độ, thay thế vị trí của ông là Phó bí thư Trương Tấn Sang (sau này là Chủ tịch nước Việt Nam). Từ đó đến ngày ông qua đời (ngày 16/11/2011), ông sống tại Thành phố Hồ Chí Minh.
Ông qua đời lúc 15 giờ 35 ngày 16 tháng 11 năm 2011 khi đang điều trị tại Bệnh viện Chợ Rẫy (Thành phố Hồ Chí Minh). Tang lễ của ông được tổ chức tại Hội trường Thành ủy Thành phố Hồ Chí Minh, ông được an táng tại Nghĩa trang Thành phố Hồ Chí Minh.

## Vinh danh
Tuy nền tảng học vấn không cao và ít có thành tích nổi bật như nhiều đồng nghiệp, nhưng ông được đánh giá là một người cầu thị, trân trọng trí thức, trong giao tiếp không bao giờ nói chuyện đao to búa lớn. Trong thời gian ông làm Bí thư Quận ủy Quận 5, đã bật đèn xanh cho Công ty Cholimex quy tập nhóm chuyên viên kinh tế được đào tạo trong chế độ Việt Nam Cộng hòa, thường được gọi với cái tên là "Nhóm Thứ Sáu". Nhóm này về sau là hạt nhân hình thành Nhóm cố vấn kinh tế của Thủ tướng Võ Văn Kiệt. Trong phong trào Đổi mới, ông cũng có những hỗ trợ quan trọng trong việc tạo ra cơ chế cởi mở, giúp kinh tế Thành phố Hồ Chí Minh nhanh chóng phục hồi.
Ông được Nhà nước Việt Nam tặng thưởng Huân chương Hồ Chí Minh và nhiều huân, huy chương cao quý khác.
Con rể ông là Nguyễn Văn Lai (con ruột của ông Nguyễn Văn Hải, cố bí thư tỉnh Tây Ninh) nguyên giám đốc Sở Công Thương Thành phố Hồ Chí Minh (nghỉ hưu cuối năm 2013)

## Liên quan
Đường Võ Trần Chí là tuyến đường dẫn vào cao tốc TP HCM – Trung Lương có tổng chiều dài 9,6 km, đưa vào sử dụng từ năm 2010.
Sáng 22/5/2017, TP HCM đã tổ chức lễ đặt tên đường theo tên ông Võ Trần Chí (nguyên Ủy viên Bộ Chính trị, nguyên Bí thư Thành ủy TP HCM) cho tuyến đường dẫn vào cao tốc TP HCM – Trung Lương (đoạn từ nút giao Tân Tạo, quận Bình Tân đến nút giao Chợ Đệm, huyện Bình Chánh). Tuyến đường có tổng chiều dài 9,6 km, đưa vào sử dụng từ năm 2010. Trong đó, đoạn qua địa bàn quận Bình Tân dài 4,5 km, đoạn qua địa bàn huyện Bình Chánh dài 5,1 km.
Tuyến đường được thiết kế là đường cấp I đồng bằng, vận tốc 60 km/h, quy mô 4 làn xe cơ giới và 2 làn xe hỗn hợp, chiều rộng mặt đường 22,2 m... Tổng vốn đầu tư là 793 tỉ đồng. Việc đưa tuyến đường vào khai thác đã đáp ứng 50.000 lượt ô tô qua lại mỗi ngày.